# جوزيف (فلم 1995)
جوزيف هو مسلسل تلفزيوني ألماني/إيطالي/أمريكي قصير أنتج عام 1995 عن حياة جوزيف من العهد القديم. تم تصويره في المغرب وبثه على قناة شبكة تورنر التلفزيونية، في حفل توزيع جوائز إيمي برايم تايم السابع والأربعين، وفاز بجائزة واحدة من بين خمسة ترشيحات.

## الحبكة
يعيش جوزيف في مصر عبدًا لدى بوتيفار رئيس حرس قصر فرعون، وكان المشرف إدنان يعذب جوزيف لرفضه إظهار الاحترام، لكن جوزيف اكتسب احترامه من خلال القراءة، واعتمد إدنان بشكل متزايد على جوزيف. حاولت زوجة بوتيفار دون جدوى إغواء جوزيف، واتهمته زورًا بالاعتداء عليها.
شرح جوزيف قصة حياته لبوتيفار لاستعادة الثقة. جوزيف هو الابن الأكبر ليعقوب وراحيل. كانت عائلتهما الكبيرة مشوهة بالخلاف والعنف. ذات يوم، أعطى يعقوب لجوزيف معطفًا جميلًا، مما دفع إخوته غير الأشقاء الحسودين إلى بيع جوزيف عبد.
أعلن بوتيفار أن جوزيف سيذهب إلى سجن فرعون لإذلاله، اكتسب جوزيف سمعة كمفسر للأحلام. يقدم تفسيرين دقيقين لحلم ساقي وخباز الملك، وكلاهما مسجون للاشتباه في السرقة.
يطلب فرعون من جوزيف تفسير أحلامه المزعجة. يقول جوزيف إن البقرات السبع السمينة والسنابل السبع الممتلئة في الحلم تعني أنه سيكون هناك سبع سنوات من الوفرة، لكن البقرات السبع المريضة والسنابل السبع الرقيقة ترمز إلى سبع سنوات من المجاعة. يقترح جوزيف أن يعطي جميع المزارعين خمس محاصيلهم لفرعون لتخزينها للمجاعة القادمة. أعجب فرعون بذلك وعين حاكمًا ثانيًا بعد فرعون؛ كما أعطى جوزيف زوجة أسناث. يخدم بوتيفار وإدنان تحت قيادة جوزيف.
بعد سبع سنوات بدأت المجاعة. أنجب جوزيف وأسنات ولدين، منسى وأفرايم. في كنعان علم يعقوب بالوفرة في مصر وأرسل معظم أبنائه لشراء الحبوب. يتعرف جوزيف على إخوته ويتهمهم بالتجسس ويلقي بهم في السجن. ويصر جوزيف على أن يثبتوا براءتهم بإحضار الأخ الأصغر بنيامين إلى مصر.
بعد أن أحضر الإخوة بنيامين، تم توريطه بتهمة السرقة واعتقاله. وعندما ثاروا ضد حراسهم، كشف جوزيف عن هويته الحقيقية للجميع. احتضن بنيامين جوزيف على الفور، لكن الآخرين شعروا بالخجل. احتضن جوزيف كل واحد بدوره، قائلاً إن الله استخدم نواياهم الشريرة من أجل الخير المطلق، ورفع جوزيف لمنصبه هذا حتى يتمكن من إعالة أسرته.
أرسل جوزيف إخوته إلى الوطن لإحضار أبوه يعقوب وقريته بأكمله إلى مصر خلال السنوات الخمس المتبقية من المجاعة. وصلت العشيرة إلى مصر لتلتقي جوزيف.

## الممثلون
- بن كينغسلي – بوتيفار
- بول ميركوريو – جوزيف
  - رينالدو روكو – جوزيف صبياً (17 عامًا)
  - تيمور جوزيف – جوزيف الصغير (8 أعوام)
- مارتن لانداو – يعقوب
- ليسلي آن وارن – زوجة بوتيفار
- أليس كريج – راحيل
- دومينيك ساندا – ليا
- وارن كلارك – إدنان
- مونيكا بيلوتشي – زوجة فرعون
- ستيفانو ديونيسي – فرعون
- فاليريا كافالي – أسينات
- كيلي ميلر – ثامار
- غلوريا كارلين – بلهة
- مايكل أنغيليس – رأوبين
- فينشنزو نيكولي – شمعون
- كولين بروس – لاوي
- مايكل أتويل – يهوذا
- دافيد سينسيس – دان
- رودولفو كورساتو – نفتالي
- بيت لي ويلسون – جاد
- سيلفستر توبياس – أشير
- دييغو والراف – يساكر
- مايكل زيمرمان – زبولون
- جيمي جلوفر – بنيامين
  - بريت وارن – بنيامين الصغير (9 سنوات)
- بالوما بايزا – دينة
- آنا مازوتي – زلفة
- أندرو كلوفر – شكيم
- آرثر براوس – هامور
- إريك ب. كاسبر – بيرا
- أنطون ألكسندر – هيراه
- ميلتون جونز – حامل الكأس
- ريناتو سكاربا – خباز
- بيتر أير – وزير
- تيموثي بيتسون – قس
- نديم صوالحة – من بني إسماعيل
- جوش ماجواير – منسى
- جبريل تومسون – إفرايم
- أوليفر كوتن – مهندس معماري

## الجوائز والترشيحات
| السنة | الجائزة                      | الفئة                                                           | المرشحون | النتيجة | المرجع.           |
| ----- | ---------------------------- | --------------------------------------------------------------- | --- | ------- | ----------------- |
| 1995  | جوائز كابلايس                | أفضل ممثل مساعد في فيلم أو مسلسل قصير                           | بن كينغسلي | رُشِّح     | [ 1 ]             |
| 1995  | جوائز كابلايس                | التوجيه الفني في عرض درامي خاص أو مسلسل/فيلم أو مسلسل قصير      | باولو بياجيتي وإنريكو ساباتيني | رُشِّح     | [ 1 ]             |
| 1995  | جوائز كابلايس                | تصميم الأزياء                                                   | إنريكو ساباتيني | رُشِّح     | [ 1 ]             |
| 1995  | جوائز كابلايس                | الموسيقى التصويرية الأصلية                                      | ماركو فريسينا | فوز     | [ 1 ]             |
| 1995  | جوائز إيمي برايم تايم        | أفضل مسلسل قصير                                                 | جيرالد رافشون، لورينزو مينولي، ولورا فاتوري | فوز     | [ 2 ] [ 3 ] [ 4 ] |
| 1995  | جوائز إيمي برايم تايم        | أفضل ممثل مساعد في مسلسل قصير أو خاص                            | بن كينجسلي | رُشِّح     | [ 2 ] [ 3 ] [ 4 ] |
| 1995  | جوائز إيمي برايم تايم        | أفضل إنجاز فردي في الإخراج الفني لمسلسل قصير أو خاص             | إنريكو ساباتيني وباولو بياجيتي (عن "الجزء الأول") | رُشِّح     | [ 2 ] [ 3 ] [ 4 ] |
| 1995  | جوائز إيمي برايم تايم        | أفضل إنجاز فردي في اختيار الممثلين                              | جيريمي زيمرمان وشايلا روبين | رُشِّح     | [ 2 ] [ 3 ] [ 4 ] |
| 1995  | جوائز إيمي برايم تايم        | الإنجاز الفردي المتميز في مونتاج الصوت لمسلسل قصير أو حلقة خاصة | جي مايكل جراهام، جو ميلودي، كريستي جونز، تيم تيروسا، ديفيد سي. إيكهورن، أنطون هولدن، روستي تينسلي، ريك كرامبتون، مارك ستيل، جون كيه آدامز، بوب كونستانزا، مايك ديكسون، دارين رايت، جاري ماشيل، ريتشارد إس. ستيل، بيل بيل، تيم شيلتون، وجيل شاشني (عن "الجزء الأول") | رُشِّح     | [ 2 ] [ 3 ] [ 4 ] |
| 1996  | جوائز نقابة الكتاب الأمريكية | نسخة طويلة مقتبسة                                               | ليونيل تشيتويند | رُشِّح     | [ 5 ]             |

## روابط خارجية
- Joseph  في قاعدة بيانات الأفلام على الإنترنت (بالإنجليزية)